# Genera, species et synonyma Candolleana
Genera, species et synonyma Candolleana (abreviado Gen. Sp. Synon. Cand.) es un libro ilustrado con descripciones botánicas que fue editado por el botánico alemán Heinrich Wilhelm Buek. Fue publicado en 4 partes en los años 1870 - 1874, con el nombre de Genera, species et synonyma Candolleana: alphabetico ordine disposita, seu Index generalis et specialis ad A.P. Decandolle, Prodromum systematis naturalis regni vegetabilis.